# Abel Catuzzi
Abel Teodoro Catuzzi (Chivilcoy, 2 de mayo de 1927-Buenos Aires, 30 de octubre de 1997) fue un militar argentino que alcanzó el grado de general de brigada, y que durante la dictadura militar llamada Proceso de Reorganización Nacional (1976-1983) desempeñó altos cargos, entre ellos comandante del Cuerpo de Ejército V, con sede en la ciudad de Bahía Blanca y jurisdicción en toda la Patagonia. Tuvo bajo su mando diversos centros clandestinos de detención, entre ellos el ubicado en la Base Naval Puerto Belgrano y la llamada «Escuelita de Bahía Blanca».
La justicia ordenó cerrar los múltiple juicios en los que se encontraba imputado de delitos de lesa humanidad por aplicación en algunos casos de la ley de Punto Final de 1986 y en otros de la de Obediencia Debida de 1987. 

## Biografía
Hasta diciembre de 1975 se desempeñó como comandante de la II Brigada de Caballería Blindada y como tal fue jefe de la Subzona 22, que abarcaba la provincia de Entre Ríos y tenía base en Paraná.
Entre 1977 y 1979 se desempeñó como jefe de la Subzona 51, estando entonces al mando de los centros clandestinos de detención de la Base Naval Puerto Belgrano y la «Escuelita de Bahía Blanca».
Entre septiembre y diciembre de 1979 fue comandante interinno del V Cuerpo de Ejército y como tal jefe de la Zona 5.
Catuzzi, un hombre que se declaraba profundamente católico, consideraba que la tortura era una forma de purificación de las personas. El obispo Miguel Hesayne testimonió en el Juicio a las Juntas que Catuzzi le manifestó que torturar era una necesidad cristiana.